# Compromiso de 1877
Se llamó Compromiso de 1877 a un pacto informal alcanzado en Estados Unidos en el año 1877 tras las muy disputadas elecciones presidenciales del año anterior entre el republicano Rutherford B. Hayes y  el demócrata Samuel J. Tilden. De acuerdo al "compromiso", y tras varias controversias entre los colegios electorales sobre los resultados de los comicios, se acordó entre políticos de ambos partidos reconocer al republicano Hayes como vencedor de las elecciones, pese a diversas acusaciones de fraude electoral, a cambio de que su régimen aceptase ciertas exigencias del Partido Demócrata liderado por Tilden, el cual tenía un fuerte arraigo entre los votantes de los estados meridionales, que habían sostenido a la Confederación en la Guerra de Secesión concluida apenas doce años antes.

## Situación tras laguerra civil
Las elecciones de 1876 habían determinado como vencedor a los republicanos de Hayes solamente debido a que así los dispuso una comisión electoral del senado estadounidense y de la Cámara de Representantes más integrantes del Tribunal Supremo, que pactaron en reconocer como vencedor a Hayes pese a que su rival, el candidato demócrata Tilden, había obtenido más votos populares y que los resultados electorales de Carolina del Sur, Florida, y Luisiana aun estaban siendo impugnados por los republicanos. Para colmo se trataba de tres Estados decisivos cuya política era dominada por los demócratas, que habían apoyado a la Confederación, y aún estaban bajo ocupación militar del tropas gubernamentales. Para esa fecha el Partido Demócrata tenía un masivo apoyo entre los votantes del recientemente derrotado Sur y había tomado en sus manos la defensa de sus intereses mostrando una dura oposición a los republicanos, por lo tanto se hacía necesario para el Partido Republicano atender peticiones de la población del Sur.
Asimismo, entre los políticos republicanos había un gran temor a que el Partido Demócrata aprovechase los resultados de la ajustada votación para poner serias trabas a la administración de Hayes. Esto causó que el Partido Republicano aceptara las peticiones de Tilden de "alcanzar un compromiso" para así dejar el camino abierto para una gestión tranquila de Hayes, más aún considerando que la Guerra de Secesión había terminado pocos años años antes y que tanto vencedores como vencidos deseaban evitar nuevas pugnas políticas. 
Los puntos del acuerdo de 1877 fueron:
1. La retirada de todas las tropas del gobierno federal que aún permanecieran en los Estados del Sur; aunque en 1876 solo Luisiana, Carolina del Sur y Florida seguían bajo ocupación militar, el Compromiso aceleró el fin de esta situación.
2. Designar al menos un demócrata sureño en el gabinete de Hayes.
3. Construir un ferrocarril transcontinental desde los estados del Sur hasta el océano Pacífico, partiendo desde Texas.
4. Establecer leyes para la industrialización del Sur.

Los dos últimos puntos del Compromiso nunca fueron cumplidos, pero ello no significó una contrariedad para los Estados del Sur pues el punto primero era el más relevante. Esto sucedía porque la retirada de las tropas federales significaba que dichos Estados volverían a la administración puramente civil, que sería dominada por el Partido Demócrata, eliminando la influencia antiesclavista y centralista que podía ejercer el gobierno de Washington D. C. mediante la ocupación militar.
Los militantes demócratas en los Estados del Sur eran por aquella época firmes partidarios de la segregación racial, y resentían que durante la Reconstrucción sus gobiernos estaduales fueran reemplazados por autoridades militares del gobierno federal, por civiles recién llegados desde el Norte o por sureños leales a la Unión, más aún porque dichas autoridades emitían normas favoreciendo a la población de antiguos esclavos libertos y además limitaban continuamente los poderes de las autoridades locales de los antiguos Estados Confederados.

## Consecuencias
El Compromiso de 1877 significó principalmente que la antigua élite blanca del Sur, despojada de sus privilegios ciudadanos tras la Guerra de Secesión por su apoyo a la Confederación, recuperara el pleno dominio político en los gobiernos estatales, y que el Partido Demócrata lograra una amplia base de apoyo popular entre los votantes de raza blanca del Sur, dando origen a su "Sólido Sur" vigente hasta mediados del siglo XX, con el cambio ideológico hacia el apoyo a los movimientos por los derechos civiles. 
Por su parte, el Partido Republicano y los simpatizantes unionistas conservaron su fuerza solamente en algunas regiones menos desarrolladas de los Estados de Tennessee y Kentucky, tradicionalmente hostiles a los terratenientes de Virginia o Georgia respectivamente, resignándose a un rol secundario y minoritario en el resto del antiguo territorio de la Confederación.
La consecuencia negativa fue que la población de raza negra, recién liberada de la esclavitud desde 1863 con la Proclamación de Emancipación, perdiera la protección de las autoridades designadas por el gobierno federal, y quedaran prácticamente abandonada ante los nuevos líderes demócratas, que habían sido el principal sostén político de los derrotados Estados Confederados de América pero que ahora lograban que el Partido Republicano les restituyera su pasada influencia política en el Sur. 
De hecho, esta nueva situación fortaleció a los segregacionistas blancos para establecer las Leyes de Jim Crow y mantener vigente la discriminación racial hacia los descendientes de esclavos, marginándolos de sus más elementales derechos ciudadanos durante casi ochenta años. Para este fin se invocó la doctrina de "iguales pero separados": se reconocía la libertad y ciudadanía de la población negra, pero sus derechos básicos estaban en la práctica severamente restringidos. Así, si bien las leyes federales admitían la equidad social entre blancos y negros y prohibían la discriminación racial, también concedían a los Estados de la Unión amplias facultades para regular, dentro de sus territorios, la manera en que se aplicarían las normas sobre derechos civiles. Esto causaba que, amparándose en los derechos de los Estados, las administraciones del Partido Demócrata impusieran leyes "reglamentarias" que de facto impedían a la minoría negra ejercer derechos ciudadanos básicos.